# Musoma
Musoma – miasto w północnej Tanzanii, nad Jeziorem Wiktorii, ośrodek administracyjny regionu Mara. Miasto liczy około 135 tys. mieszkańców. W mieście znajduje się port lotniczy Musoma.